# Oliver Edvardsen
Oliver Valaker Edvardsen (Bærum, 19 maart 1999) is een Noorse voetballer die als aanvaller uitkomt voor AFC Ajax.

## Clubcarrière

### Jeugd
Edvardsen speelde in de jeugd bij Drøbak-Frogn IL Strømsgodset IF en maakte op het derde niveau van Noorwegen zijn debuut voor Vålerenga. Daar speelde hij twee jaar en scoorde hij zeven keer in 38 wedstrijden. Hij verhuisde in de winter van 2019 naar Grorud, waar hij in de eerste helft van 2019 twaalfmaal scoorde in 19 competitie- en bekerwedstrijden.

### Stabæk
Hij werd in de zomer van 2019 opgepikt door Stabæk, dat twee divisies hoger op het hoogste niveau speelde. Ook daar scoorde hij veelvuldig. In drie jaar bij Stabæk scoorde Edvardsen negentien doelpunten in 82 wedstrijden.

### Go Ahead Eagles
Op 15 juli 2022 tekende Edvardsen een driejarig contract bij Go Ahead Eagles in Nederland. Vanaf dat moment was hij een vaste basisspeler voor deze club. In de seizoensopener tegen AZ op 7 augustus maakte Edvardsen zijn debuut en een week later scoorde hij tegen PSV zijn eerste goal. Op 18 september scoorde Edvardsen tegen FC Emmen beide goals om Go Ahead de tweede overwinning van het seizoen te bezorgen. Op 7 december 2024 scoorde Oliver 3 doelpunten tijdens de wedstrijd tegen NEC Nijmegen (uitslag 5-0). Edvardsen kwam in totaal tot 81 wedstrijden voor Go Ahead Eagles waarin hij goed was voor 26 doelpunten en 7 assists.

### AFC Ajax
Op 31 januari 2025 tekende Edvardsen een contract bij Ajax. De aanvaller kwam over voor een bedrag van rond de drie miljoen euro. Ajax zorgde op deze manier voor een dubbele bezetting van de linksbuitenpositie, nadat Mika Godts tijdens de eerste helft van het seizoen de enige echte linksbuiten in de selectie was geweest. Zijn debuut voor Ajax volgde op 9 februari, als invaller in de uitwedstrijd tegen Fortuna Sittard. Zijn eerste doelpunt volgde op 16 februari, tegen Heracles Almelo.
Aan het begin van seizoen 2025/26 trok Ajax ook Raúl Moro aan voor de linksbuitenpositie, waardoor het perspectief op speeltijd voor Edvardsen afnam.

## Statistieken
| Seizoen                         | Club            | Competitie     | Competitie | Competitie | Beker | Beker | Internationaal | Internationaal | Totaal | Totaal |
| Seizoen                         | Club            | Competitie     | Wed.       | Dlp.       | Wed.  | Dlp.  | Wed.           | Dlp.           | Wed.   | Dlp.   |
| ------------------------------- | --------------- | -------------- | ---------- | ---------- | ----- | ----- | -------------- | -------------- | ------ | ------ |
| 2017                            | Vålerenga       | 2. Divisjon    | 22         | 2          | 1     | 0     | 3              | 0              | 26     | 2      |
| 2018                            | Vålerenga       | 2. Divisjon    | 16         | 5          | 0     | 0     | 0              | 0              | 16     | 5      |
| 2019                            | Grorud          | 2. Divisjon    | 17         | 10         | 3     | 2     | 0              | 0              | 20     | 12     |
| 2019                            | Stabæk          | Eliteserien    | 8          | 2          | 0     | 0     | 0              | 0              | 8      | 2      |
| 2020                            | Stabæk          | Eliteserien    | 30         | 6          | 0     | 0     | 0              | 0              | 30     | 6      |
| 2021                            | Stabæk          | Eliteserien    | 25         | 7          | 1     | 0     | 0              | 0              | 26     | 7      |
| 2022                            | Stabæk          | Eliteserien    | 15         | 4          | 3     | 0     | 0              | 0              | 18     | 4      |
| 2022/23                         | Go Ahead Eagles | Eredivisie     | 28         | 7          | 2     | 0     | –              | –              | 30     | 7      |
| 2023/24                         | Go Ahead Eagles | Eredivisie     | 33         | 7          | 2     | 3     | –              | –              | 35     | 10     |
| 2024/25                         | Go Ahead Eagles | Eredivisie     | 14         | 8          | 2     | 1     | 0              | 0              | 16     | 9      |
| 2024/25                         | Ajax            | Eredivisie     | 3          | 2          | 0     | 0     | 2              | 0              | 11     | 4      |
| Carrièretotaal                  | Carrièretotaal  | Carrièretotaal | 210        | 60         | 14    | 6     | 3              | 0              | 230    | 66     |
| Bijgewerkt t/m 23 februari 2025 |                 |                |            |            |       |       |                |                |        |        |